# Мышечная дистрофия
Мышечная дистрофия (МД) — группа мышечных заболеваний, которые со временем приводят к резкой слабости и разрушению скелетной мышечной ткани. Эти заболевания характеризуются поражением мышц, в первую очередь; степенью слабости; внезапным ухудшением состояния здоровья и возникновением симптомов. Многие люди со временем теряют способность ходить. Некоторые виды заболеваний также связаны с нарушениями работы других органов.
В группу мышечных заболеваний входят тридцать различных генетических нарушений, которые обычно делят на девять основных категорий и видов. Самый распространенный вид заболевания — мышечная дистрофия Дюшенна (МДД), которое в основном поражает ткани мальчиков, начиная с четырёхлетнего возраста. В другие виды заболеваний входят: мышечная дистрофия Беккера фациоскапуло-гуморальная мышечная дистрофия, поясно-конечностная мышечная дистрофия и миотоническая дистрофия. Они вызваны мутациями в генах, которые участвуют в производстве мышечных белков. Это может произойти либо из-за наследственных заболеваний от родителей; либо из-за мутации, возникшей во время развития раннего возраста. Заболевания могут быть вызваны Х-сцепленным рецессивным, аутосомно-рецессивным или аутосомно-доминантным типом наследования. Часто диагноз включает в себя сдачу анализов крови и генетического анализа.
Не существует лекарства от мышечной дистрофии. Физиотерапия, браслеты и коррекционная хирургия могут помочь справиться с некоторыми симптомами. Вспомогательная вентиляция может понадобиться тем, у кого наблюдается слабость в дыхательных мышцах. Используются такие лекарственные препараты, как стероиды для замедления дегенеративных процессов мышц, противосудорожные средствадля контроля судороги некоторой мышечной активности, а также иммунодепрессанты для замедления повреждений отмирающих мышечных клеток. Результат зависит от конкретного вида заболевания.
Мышечная дистрофия Дюшенна — это заболевание, составляющее около половины случаев мышечной дистрофии, поражающее при рождении одного из 5000 мальчиков. Впервые мышечная дистрофия была описана в 1830 году Чарлзом Беллем. Слово «дистрофия» происходит от греческого «dys», означающего «сложный», и «troph», означающего «питать». Генная терапия — это лечение, которое находится на ранней стадии исследования на людях.